# Route nationale 312
Pour les articles homonymes, voir Route 312.
La route nationale 312, ou RN 312, était une route nationale française reliant Vias à l'échangeur no 34 de l'A 9 à Bessan, antenne de la RN 112. 

## Historique
Avant la réforme de 1972, la RN 312 reliait Toutainville à Fiquefleur-Équainville (Fiquefleur), elle a été déclassée en RD 312. 
Avant la construction du Pont de Tancarville, le bac de Berville-sur-Mer était le dernier passage sur la Seine ; la RN 312 offrait alors l'itinéraire le plus court du Havre vers le Calvados et l'ouest de la France. À la suite de la construction du pont[Quand ?], le bac a été supprimé et la RN 312 n'a alors connu qu'un trafic local.
Le décret du 5 décembre 2005 a entraîné le transfert au département de l'Hérault de la totalité de cet itinéraire qui a été renuméroté D 612A.

## De Vias à l'A9 (D 612A)

### Jusqu'en 2020?
- Échangeur entre RD 612 et RD 612A
- D 137 : Vias, Bessan[1]
- Giratoire avec la RD 13
- Gare de péage de St-Thibéry
- Échangeur entre A9 et RD 612A

## Ancien tracé de Toutainville à Fiquefleur (D 312)
Les principales communes desservies étaient :
- Toutainville
- Saint-Sulpice-de-Grimbouville
- Foulbec
- Conteville
- Berville-sur-Mer [2]
- Fiquefleur-Équainville (Fiquefleur)